# Aula (program telewizyjny)
Aula – program popularnonaukowy dla dzieci starszych, realizowany w początku lat siedemdziesiątych przez Naczelną Redakcję Programów Dziecięco-Młodzieżowych, poświęcony naukom ścisłym i przyrodniczym. Autorką była Zofia Chećko. Program był nadawany raz w miesiącu, trwał 30 minut.